# Galeoides decadactylus
Galeoides decadactylus is een straalvinnige vis uit de familie van draadvinnigen (Polynemidae), in de orde van baarsachtigen (Perciformes). De vis kan een lengte bereiken van 50 centimeter.
Het geslacht Galeoides is monotypisch. Dat wil zeggen dat G. decadactylus de enige soort binnen dit geslacht is.

## Leefomgeving
Galeoides decadactylus komt in zout- en brakwater voor. De vis prefereert een subtropisch klimaat en leeft hoofdzakelijk in de Atlantische Oceaan. De diepteverspreiding is 10 tot 70 meter onder het wateroppervlak.

## Relatie tot de mens
Galeoides decadactylus is van aanzienlijk commercieel belang voor de visserij. In de hengelsport speelt de soort geen rol van betekenis.